# Secta de sangre
Secta de sangre (título original en inglés: Kindred: The Embraced) es una serie de televisión estadounidense producida por John Leekley Productions y Spelling Television. Basada libremente en el juego de rol Vampiro: la mascarada, la serie se estrenó en FOX el 2 de abril de 1996 y se canceló el 9 de mayo de 1996, dejando solo ocho episodios producidos.
Los ocho episodios de la serie se editaron en VHS y DVD.

## Sinopsis
Frank Kohanek es un detective de la policía de San Francisco que descubre que la ciudad está a merced de los vampiros. Sin embargo no tiene pruebas por lo que empieza su propia y paralela investigación secreta ya que encuentra conexiones con la mafia de la ciudad.
Kohanek no imagina que toda la mafia en sí es una organización vampírica dividida en clanes, liderada por quién él sospecha que es el jefe de la mafia, Julian Luna. Dicha organización, autodenominada «La Secta de sangre» tiene el único fin de ocultar la existencia de los vampiros mientras paralelamente acaparan todos los negocios de la ciudad, legales e ilegales. Tampoco sospecha que su actual pareja y ex de Luna es también una vampiresa.
Por su parte, Luna tiene que lidiar con las luchas internas de los clanes por el poder mientras descubre un complot contra él cuando asesinan a su mano derecha y guardaespaldas. Para mayor complicación de su situación, se enamorará de una periodista que lo investiga.

## Reparto
- Mark Frankel como Julian Luna.
- C. Thomas Howell como el detective Frank Kohanek.
- Stacy Haiduk como Lillie Langtry.
- Channon Roe como Cash.
- Jeff Kober como Daedalus.
- Brigid Walsh como Sasha.
- Kelly Rutherford como Caitlin Byrne.
- Patrick Bauchau como Archon Raine.
- Erik King como Sonny Toussaint.
- Brian Thompson como Eddie Fiori.

## Recepción
Kathie Huddleston de Sci Fi Weekly calificó a Secta de sangre como un «cruce entre El padrino y Melrose Place», algo que generaba expectativas pero que resultó muy confuso para los espectadores. También señaló que el personaje de Frank parecía «ser sacado directamente de una mala película de policías» y alabó el personaje de Julian como un «personaje polifacético y ambiguo». Ken Tucker de Entertainment Weekly también comparó la serie con El padrino «llena de sangre», que calificó de «espinosamente desconcertante». Al igual que Huddleston, no le gustó el personaje de Frank, deseando que hubiera sido asesinado por un vampiro al principio de la serie, mientras que elogia al «elegante e inteligente príncipe, Julian».

## Distribución
La serie se estrenó en FOX el 2 de abril de 1996. Los episodios se emitieron semanalmente hasta el 9 de mayo de 1996, momento en el que la serie fue cancelada. El actor que interpretaba a Julia, Mark Frankel, murió poco después lo que hizo que no se planteasen grabar más episodios. Los ocho episodios producidos para la serie fueron lanzados en un doble DVD el 21 de agosto de 2001. 
Con la revitalización del juego de rol, en 2013 se reeditó el DVD en una versión especial con material extra e incluyendo un ejemplar de El libro de Nod ilustrado.

## Cambios con respecto al juego de rol
Los principales cambios con respecto al juego de rol son:
- Reducción de los clanes a cinco: Ventrue, Toreador, Nosferatu, Brujah y Gangrel.
- Introducción de un Assamita sin asociarlo a un clan.
- Introducción del clan Malkavian como enfermedad mental vampira y no como clan.
- En el juego de rol los Gangrel de la serie serían Brujah.
- En el juego de rol los Brujah de la serie serían Lasombra o Brujah Antitribu.
- Mezclas de disciplinas.